# عباس‌آباد (خاتم)
عباس‌آباد (خاتم)، روستایی از توابع بخش مروست شهرستان خاتم در استان یزد ایران است.

## جمعیت
این روستا در دهستان هرابرجان قرار دارد و براساس سرشماری مرکز آمار ایران در سال ۱۳۸۵، جمعیت آن زیر سه خانوار بوده‌است.